# Großenreuth
Großenreuth ist ein Gemeindeteil der Gemeinde Geroldsgrün im Landkreis Hof (Oberfranken, Bayern). Großenreuth liegt in der Gemarkung Dürrenwaid.

## Geographie
Die Einöde liegt in Hanglage einer namenlosen Erhebung (661 m ü. NHN, 0,3 km nördlich) und am Südwestfuß des Langesbühls (701 m ü. NHN). Der aus zwei Einzelgehöften bestehende Ort ist von Acker- und Grünland umgeben. Ein Anliegerweg führt nach Steinbach bei Geroldsgrün zur Kreisstraße HO 29 (1,5 km östlich).

## Geschichte
Gegen Ende des 18. Jahrhunderts gab es in Großenreuth 3 Anwesen. Das Hochgericht übte das bayreuthische Richteramt Lichtenberg aus. Die Grundherrschaft über die 3 Zinsgütlein hatte das Kastenamt Lichtenberg.
Von 1797 bis 1808 unterstand der Ort dem Justiz- und Kammeramt Naila. Mit dem Gemeindeedikt wurde Großenreuth dem 1808 gebildeten Steuerdistrikt Steinbach bei Geroldsgrün und der 1818 gebildeten Ruralgemeinde Dürrenwaid zugewiesen. Am 1. Juli 1972 kam Großenreuth im Zuge der Gebietsreform in Bayern durch die Eingemeindung von Dürrenwaid zu Geroldsgrün.

### Einwohnerentwicklung
| Jahr      | 001799 | 001818 | 001861 | 001871 | 001885 | 001900 | 001925 | 001950 | 001961 | 001970 | 001987 |
| Einwohner | 17     | 14     | 24     | 33     | 18     | 12     | 10     | 12     | 11     | 13     | 10     |
| Häuser    | 3      |        |        | 3      | 3      | 2      | 2      | 2      |        | 2      |        |
| Quelle    | [ 9 ]  | [ 10 ] | [ 11 ] | [ 12 ] | [ 13 ] | [ 14 ] | [ 15 ] | [ 16 ] | [ 17 ] | [ 18 ] | [ 1 ]  |

## Religion
Der Ort ist evangelisch-lutherisch geprägt und bis heute nach St. Jakobus (Geroldsgrün) gepfarrt.